# Polisyndeton
Polisyndeton (gr. πολυσύνδετον polysýndeton, od πολυσύνδετος polysýndetos „wielokrotnie złożony”) – konstrukcja składniowa zaliczana do figur retorycznych, polegająca na połączeniu współrzędnych członów zdania lub zdań takimi samymi spójnikami.
Np.: I gnają, i pchają, i pociąg się toczy (Julian Tuwim, Lokomotywa).